# (5748) Davebrin
(5748) Davebrin es un asteroide perteneciente al cinturón de asteroides descubierto el 19 de febrero de 1991 por Eleanor F. Helin desde el Observatorio del Monte Palomar, Estados Unidos.

## Designación y nombre
Designado provisionalmente como 1991 DX. Fue nombrado Davebrin en homenaje a David Brin, astrofísico y escritor de ciencia ficción. Su formación científica le ha dado credibilidad y autoridad a su exploración de nuevas ideas y temas de la historia. Recibió numerosos premios de prestigio, entre ellos Hugo, Nebula, Campbell y Locus.

## Características orbitales
Davebrin está situado a una distancia media del Sol de 2,559 ua, pudiendo alejarse hasta 2,937 ua y acercarse hasta 2,181 ua. Su excentricidad es 0,147 y la inclinación orbital 12,94 grados. Emplea 1495,61 días en completar una órbita alrededor del Sol.

## Características físicas
La magnitud absoluta de Davebrin es 13,6. Tiene 4,688 km de diámetro y su albedo se estima en 0,275. 